# Prebisch-Singer-These
Die Prebisch-Singer-These (auch These der säkularen Verschlechterung der Terms of Trade) ist eine These der Außenwirtschaft. Sie befasst sich mit den Auswirkungen des Welthandels auf die Terms of Trade der Primärgüter-Exporteure.

## Entstehungsgeschichte der Theorie
Die Hauptvertreter der „These der säkularen Verschlechterung der Terms of Trade“ waren Hans Wolfgang Singer und Raúl Prebisch. Im Februar des Jahres 1949 veröffentlichte Singer, welcher zu dieser Zeit für die Vereinten Nationen in der Abteilung „Economic Affairs“ arbeitete, eine Schrift mit dem Titel Post-war Price Relations between Underdeveloped and Industrialized Countries, welche sich mit den Auswirkungen des Handels zwischen Entwicklungs- und Industrieländern beschäftigt. Inspiriert von dieser Arbeit verfasste Raúl Prebisch eine eigene Abhandlung mit dem Titel The Economic Development of Latin America and its principal problems, welche er 1949, bei der UN-Wirtschaftskommission für Lateinamerika und die Karibik, vorstellte. Durch diese Schrift wurde die Entwicklung der realen Austauschverhältnisse („terms of trade“) Bestandteil der internationalen Diskussion.
Beide Autoren entwickelten eigenständig ähnliche Argumente und Erklärungen, auf die in den folgenden Gliederungspunkten eingegangen wird.

## Aussage der These
Der Prebisch-Singer-These zufolge existieren zwei große Wirtschaftsräume. Zum einen gibt es die Industriestaaten, die hauptsächlich industriell gefertigte Erzeugnisse, wie z. B. Kraftfahrzeuge, Maschinen, Computer, herstellen. Zum anderen gibt es die Entwicklungsländer, deren Wirtschaft zum Großteil aus der Produktion von Urerzeugnissen (Primärgüter), wie z. B. Rohstoffe, Obst, Kaffee, besteht. Diese beiden Wirtschaftsräume betreiben eine Arbeitsteilung, von der alle profitieren sollen. Nach dem Ricardo-Modell ist dies der Fall, wenn jedes Land mit den Waren handelt, bei denen es einen komparativen Kostenvorteil gegenüber anderen Ländern besitzt. Die Untersuchungen von Prebisch und Singer führen jedoch zu dem Ergebnis, dass nicht beide Seiten vom Außenhandel profitieren.
So besagt die Prebisch-Singer-These, dass sich das reale Güteraustauschverhältnis (Terms of Trade) der Entwicklungsländer, bei deren Einbindung in das Weltwirtschaftssystem, langfristig verschlechtert, wohingegen sich die Terms of Trade der Industrieländer verbessern. Infolgedessen wird der ökonomische Wohlstand dieser Länder beeinträchtigt. Diese These unterstützt somit die Forderung der Entwicklungsländer nach einer „gerechteren“ Weltwirtschaftsordnung.

## Begründungen
Prebisch geht bei seiner Begründung davon aus, dass die Entwicklungsländer überwiegend Nahrungsmittel und Rohstoffe anbieten und industrielle Erzeugnisse nachfragen, für die Industrieländer gilt die umgekehrte Spezialisierungsrichtung. Da es zu dieser Zeit kaum Zahlen gab, mit denen man die These hätte überprüfen können, wurde der englische Außenhandel aus den Jahren 1876–1938 bzw. 1947 als repräsentativ für den Handel zwischen Industrie- und Entwicklungsländern angesehen. Die britischen Exporte bestanden zu dieser Zeit überwiegend aus Fertigwaren und die Importe aus Nahrungsmitteln und Rohstoffen.
Die Entwicklung der englischen Nettoaustauschverhältnisse (N) von 1876/80 – 1946/47
| Periode |  |  |  | 1876 bis 1880 |  |  |  | 1881 bis 1885 |  |  |  | 1886 bis 1890 |  |  |  | 1891 bis 1895 |  |  |  | 1896 bis 1900 |  |  |  | 1901 bis 1905 |  |  |  | 1906 bis 1910 |  |  |  | 1911 bis 1913 |  |  |  | 1921 bis 1925 |  |  |  | 1926 bis 1930 |  |  |  | 1931 bis 1935 |  |  |  | 1936 bis 1938 |  |  |  | 1946 bis 1947 |
| N       |  |  |  | 100           |  |  |  | 102,4         |  |  |  | 96,3          |  |  |  | 90,1          |  |  |  | 87,1          |  |  |  | 84,6          |  |  |  | 85,8          |  |  |  | 85,8          |  |  |  | 67,3          |  |  |  | 73,3          |  |  |  | 62,0          |  |  |  | 64,1          |  |  |  | 68,7          |

Quelle: Prebisch, Raul: The Economic Development of Latin America and its principal problems (1950), S. 9
Aus dieser Tabelle lässt sich tatsächlich eine Verringerung der N für England feststellen, was gleichbedeutend mit einer Verschlechterung der N für die britischen Außenhandelspartner ist. Prebisch begründet diese Verschlechterung wie folgt:
Die niedrige Einkommenselastizität der Nachfrage bei Primärgütern
Primärgüter sind in der Regel relativ inferiore Güter. Dies bedeutet, dass bei steigenden Einkommen die Nachfrage nach Primärgütern unterproportional zunimmt.
Die hohe Einkommenselastizität der Nachfrage bei industriell gefertigten Gütern
Industriell gefertigte Güter hingegen sind superiore Güter. Bei steigenden Einkommen werden diese Güter überproportional nachgefragt. D.h., dass bei wachsenden Einkommen der Konsum industrieller Fertigwaren zunimmt, während der Konsum von Primärgütern nahezu konstant bleibt. Lohnsteigerungen in den Entwicklungsländern führen also dazu, dass nur die Nachfrage nach industriell gefertigten Produkten signifikant steigt.
Die unterschiedliche Wettbewerbssituation auf den Primärgüter- und Industriegütermärkten
Die Primärgütermärkte sind geprägt von einem intensiven Wettbewerb zwischen den exportierenden Ländern. Das liegt zum einen an der Homogenität und der damit verbundenen Substituierbarkeit dieser Güter und zum anderen an der Spezialisierung bzw. Beschränkung der Entwicklungsländer auf einige wenige exportierbare Primärgüter. Auf den Industriegütermärkten herrscht hingegen ein geringerer Wettbewerb, da diese Produkte in der Regel ausreichend diversifiziert und somit schwerer zu substituieren sind.
Die hohe Preiselastizität der Nachfrage bei Primärgütern
Aufgrund der Austauschbarkeit und einer Vielzahl von Anbietern können Preiserhöhungen für exportierbare Primärgüter auf den Weltmarkt schwer durchgesetzt werden. Angenommen in einem Entwicklungsland steigt durch eine Dürre der Preis für ein Exportgut. Folglich wird die Nachfrage aus dem Ausland nach diesem Gut einbrechen, weil andere Exporteure das Gut zum niedrigeren Marktpreis anbieten und absetzen können.
Die niedrige Preiselastizität der Nachfrage bei industriell gefertigten Gütern
Die Nachfrage nach industriell gefertigten Gütern sinkt bei Preiserhöhungen kaum, da die Konsumenten nur auf wenige gleichwertige Alternativen zurückgreifen können.
Die unterschiedlichen Auswirkungen von Produktivitätsfortschritten
Bei Primärgütern handelt es sich oftmals um quantitative Produktivitätsfortschritte (z. B. neue Anbauverfahren oder Abbautechniken). Die Folge ist eine Erhöhung des Angebots bei stagnierender Nachfrage und das führt somit zu sinkenden Preisen. Weiterhin werden Fortschritte in der Arbeitsproduktivität direkt, in Form von Preissenkungen, an die Industrieländer weitergegeben, um sich im starken Wettbewerb behaupten zu können. Im Industriegüterbereich gehen Produktivitätsfortschritte mit einer Verbesserung der Produkte einher (qualitative Produktivitätsfortschritte), was zu steigenden Marktpreisen und Löhnen führt.
Dies führt insgesamt zu einer Verschlechterung der internationalen Handelsbedingungen für die Entwicklungsländer, da diese im Verhältnis immer mehr Primärgüter exportieren müssen, um ihren Bedarf an industriell gefertigten Erzeugnissen zu decken.

## Fiktives Beispiel

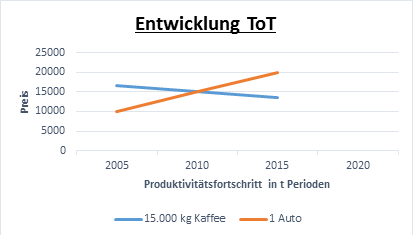
Beispielentwicklung der Terms of Trade (ToT); Brasilien-Deutschland

Angenommen Deutschland produziert und exportiert im Jahr 2010 ein Auto im Wert von 15.000 Euro nach Brasilien.
Zeitgleich baut Brasilien 15.000 kg Kaffee an und exportiert diesen für einen Preis von 1 €/kg nach Deutschland. Es entsteht somit das reale Austauschverhältnis:
{\displaystyle {\frac {15.000{\text{ kg Kaffee}}}{1{\text{ Auto}}}}}
Daraus folgt, dass Deutschland für ein exportiertes Auto 15.000 kg Kaffee erhält. Brasilien muss im Gegenzug 15.000 kg Kaffee verkaufen, um ein Auto aus Deutschland zu importieren.
Betrachtet man diese Annahme des Austauschverhältnisses zu unterschiedlichen Zeitpunkten, wird der Effekt der Prebisch-Singer-These umso deutlicher.
Im Jahr 2015 kann Brasilien die gleiche Menge des Substitutes Kaffee nur noch für 0,90 €/kg an Deutschland veräußern. Da die Forschung und Weiterentwicklung des Industriegutes floriert, kann Deutschland ein Auto für 20.000 € nach Brasilien absetzen. Somit muss Brasilien 22.222 kg Kaffee produzieren und exportieren, um ein Auto aus Deutschland zu erhalten. Das Austauschverhältnis liegt somit bei (22.222 kg Kaffee)/(1 Auto) und führt hiermit zu einer wesentlichen Verschlechterung der Terms of Trade aus der Sicht des Entwicklungslandes.
Brasilien:
| Jahr                   | 2000                      | 2015                      |
| ---------------------- | ------------------------- | ------------------------- |
| Exportgüterpreisniveau | 1 €/kg Kaffee             | 0,9 €/kg Kaffee           |
| Importgüterpreisniveau | 15.000 €/ Auto            | 20.000 €/ Auto            |
| Terms of Trade         | F(x) = E/I = 15.000/1     | F(x) = E/I = 20.000/0,9   |
| Resultat               | 15.000 kg Kaffee = 1 Auto | 22.222 kg Kaffee = 1 Auto |

## Folgen
Durch die Theorie von Prebisch und Singer ergeben sich mehrere Folgen für die Entwicklungsländer. Die erste Auswirkung ist, dass die Importkapazität der Entwicklungsländer geschwächt wird, da sie für ihre exportierten Primärgüter immer weniger Importgüter aus den Industriestaaten beziehen können.
Auch führt der verschärfte Wettbewerb auf den Primärgütermärkten dazu, dass die unterentwickelten Länder einen Teil ihrer Produktivitätsgewinne in Form von Preissenkungen an die Industrieländer transferieren, denn ein größeres Angebot einer Ware führt bei einer gleichbleibenden Nachfrage zu einem niedrigeren Preis dieses Gutes.
Dieser Rückgang der Primärgüterpreise führt wiederum dazu, dass sich die Faktoreinkommen, insbesondere die Arbeitslöhne, nicht in gleichem Maße mit den Produktivitätsfortschritten des Sektors erhöhen. Dadurch trägt der Exportsektor in den Entwicklungsländern nicht so zur Wohlstandssteigerung der Bevölkerung bei, wie es in den Industriestaaten der Fall ist.

## Lösungsansatz
Anstatt die erwirtschafteten Exportüberschüsse für Importe auszugeben, sollten die Entwicklungsländer die Industrialisierung ihres Landes vorantreiben und eine Diversifikation in der Produktion fördern. Dies bedeutet, dass sie in technologische Kapazitäten, unternehmerische Fähigkeiten und „human capital“ (Fachkräfte) investieren müssen, um wettbewerbsfähige Exportgüter herstellen zu können.

## Kritik an der statistischen Beweisführung
An der Prebisch-Singer-These wird hauptsächlich die statistische Beweisführung kritisiert. Zunächst wurden in den von Prebisch verwendeten Preisindexreihen die Dienstleistungen, die im Zusammenhang mit dem internationalen Warenverkehr stehen, nicht ordnungsgemäß berücksichtigt. Während sich die, aus britischer Sicht, einbezogenen Importpreise aus den Preisen für die Primärgüter zuzüglich der Transportkosten und der Transportnebenkosten (CIF-Preise) zusammensetzten, flossen bei den Exportpreisen nur die Preise der ausgeführten Güter in die Berechnung ein (FOB-Preise). Unter diesen Voraussetzungen ist ein Vergleich der Austauschbedingungen aber nicht zulässig, da gerade Ende des neunzehnten Jahrhunderts mit der Entwicklung der Dampfmaschine die Transportkosten beträchtlich sanken.
Weiterhin hat eine detaillierte Untergliederung der britischen Außenhandelsstatistik ergeben, dass diese keineswegs repräsentativ für den Handel zwischen Industrie- und Entwicklungsländern war. Zu dieser Zeit bestanden die Nahrungsmittelimporte Englands zum Großteil aus Getreide- und Milchprodukten. Die Entwicklungsländer exportierten aber faktisch keine Milchprodukte und Getreide wurde, mit Ausnahme von Reis, nur von Argentinien in größeren Mengen exportiert. Das wichtigste tropische Exportgut war Kaffee, der in England, aufgrund der Konsumgewohnheiten, weniger eingeführt wurde.
Kritisiert wird auch, dass Entwicklungsländer nur als Exporteure von Primärgütern und Industriestaaten nur als Exporteure von industriell gefertigten Gütern bezeichnet werden. Genauso wie es einige Länder gibt, die es trotz ihrer Spezialisierung auf Agrarerzeugnisse zu einem hohen Entwicklungsstand gebracht haben (z. B. Dänemark, Australien, Neuseeland), gibt es auch Länder, bei denen es trotz der Industrialisierung nur geringe Fortschritte in der Entwicklung gibt (z. B. Spanien, Italien).

## Die Grilli-und-Yang-Studie
Die beiden Wirtschaftswissenschaftler Enzo Grilli und Maw Cheng Yang nahmen sich 1988 dem Problem der statistischen Beweisführung an. Sie erstellten einen Preisindex für den Zeitraum von 1900 bis 1986, welcher 24 international gehandelter Güter beinhaltete (Erdöl wurde nicht berücksichtigt). Ihre Daten bekamen sie von der Weltbank. Als zweites modifizierten sie den „Manufactures Unit Value Index“ der Vereinten Nationen (UN), welcher den Wert der exportierten, industriell hergestellten Gütern aus den Industrieländern abbildet. Sie kamen zu dem Ergebnis, dass sich die Terms of Trade der Entwicklungsländer jährlich um 0,6 % verschlechtern. Folglich stützt ihre Untersuchung die Prebisch-Singer-These.

## Rezeption
Die Prebisch-Singer-These wurde in zahlreichen Ländern als Rechtfertigung für eine importsubstituierende Industrialisierung (ISI) und eine strukturalistische Wirtschaftspolitik herangezogen. Auch in neomarxistischen Kreisen fand sie großen Anklang, da sie als Bestätigung der Dependenztheorie angesehen wurde. Obwohl sie zeitweise in Vergessenheit geriet, haben neuere Untersuchungen, u. a. von José Antonio Ocampo, ihre empirische Gültigkeit im 20. Jahrhundert bestätigt. Allerdings sei der Effekt nicht stetig, sondern von starken Schwankungen geprägt. Neuere Forschungen zur Prebisch-Singer-These gehen davon aus, dass ein ähnlicher Effekt wie bei Primärgütern auch bei Industriegütern mit geringem Wertschöpfungs- bzw. Verarbeitungsgrad und relativ homogener Wettbewerbssituation entsteht, die heute das Exportangebot der meisten Entwicklungsländer dominieren (z. B. Streichhölzer).
1998 erklärte Singer, die These sei bereits Teil des entwicklungstheoretischen Mainstreams, da die Empfehlungen der internationalen Wirtschaftsinstitutionen (z. B. des IWF) an die Entwicklungsländer, die beispielsweise davor warnen, auf steigende Rohstoffpreise zu setzen, von denselben Annahmen ausgingen.
Vor allem seit den 2010er Jahren erschienen mehrere Studien, deren Autoren die Aussagekraft der Prebisch-Singer-These im Blick auf die Wirtschaftsgeschichte überprüften.